# 清末新郎治
清末 新郎治（きよすえ しんろうじ、1855年（安政2年5月） - 1928年（昭和3年）9月17日）は、明治から昭和時代初期の政治家、銀行家、実業家。貴族院多額納税者議員。

## 経歴
肥前島原藩領国東郡高田村（大分県西国東郡高田町、豊後高田町を経て現豊後高田市）に生まれる。1880年（明治13年）高田村会議員に就任したのを皮切りに、西国東郡会議員、同参事会員、同高田郵便電信局長、大分県木蝋業組合長、西国東郡農会長などを歴任する。ほか、実業家として共立高田銀行頭取、豊州製蝋社長、宇佐参宮鉄道取締役などを務めた。
1918年（大正7年）大分県多額納税者として貴族院議員に互選され、同年7月20日から同年9月28日まで在任した。